# Acta Physiologica
Acta Physiologica, abgekürzt Acta Physiol., ist eine wissenschaftliche Fachzeitschrift, die im Jahr 1889 unter dem Namen Skandinavisches Archiv für Physiologie gegründet wurde. Im Jahr 1940 wurde der Name in Acta Physiologica Scandinavica geändert und 2005 auf den derzeitigen Namen verkürzt. Die Zeitschrift wird vom Wiley-Blackwell-Verlag im Auftrag der Scandinavian Physiological Society veröffentlicht, sie ist das offizielle Publikationsorgan der Federation of European Physiological Societies. Derzeit erscheinen zwölf Ausgaben im Jahr. Die Zeitschrift veröffentlicht Arbeiten aus dem Bereich der Physiologie und verwandten Wissenschaftsgebieten.
Der Impact Factor lag im Jahr 2016 bei 4,9. Nach der Statistik des ISI Web of Knowledge wird das Journal mit diesem Impact Factor in der Kategorie Physiologie an siebter Stelle von 84 Zeitschriften geführt.